# Jorne Spileers
Jorne Spileers (sinh ngày 21 tháng 1 năm 2005) là một cầu thủ bóng đá chuyên nghiệp người Bỉ thi đấu ở vị trí hậu vệ cho câu lạc bộ Club Brugge.

## Thống kê sự nghiệp
| Câu lạc bộ          | Mùa giải            | Giải quốc gia       | Giải quốc gia | Giải quốc gia | Cúp  | Cúp       | Khác | Khác      | Tổng cộng | Tổng cộng |
| Câu lạc bộ          | Mùa giải            | Hạng đấu            | Trận          | Bàn thắng     | Trận | Bàn thắng | Trận | Bàn thắng | Trận      | Bàn thắng |
| ------------------- | ------------------- | ------------------- | ------------- | ------------- | ---- | --------- | ---- | --------- | --------- | --------- |
| Club NXT            | 2020–21             | Proximus League     | 1             | 0             | –    | –         | 0    | 0         | 1         | 0         |
| Tổng cộng sự nghiệp | Tổng cộng sự nghiệp | Tổng cộng sự nghiệp | 1             | 0             | 0    | 0         | 0    | 0         | 1         | 0         |